# Macoya
Macoya est une localité de Trinité-et-Tobago, située dans la ville de Tunapuna sur l'île de Trinité. Elle est principalement constituée de zones commerciales et d'un petit quartier résidentiel.
On y trouve le stade Marvin-Lee, stade de football qui accueille des matches internationaux et locaux. Le site comprend aussi le Centre d'excellence João Havelange.